# Bombay bajo dominio portugués

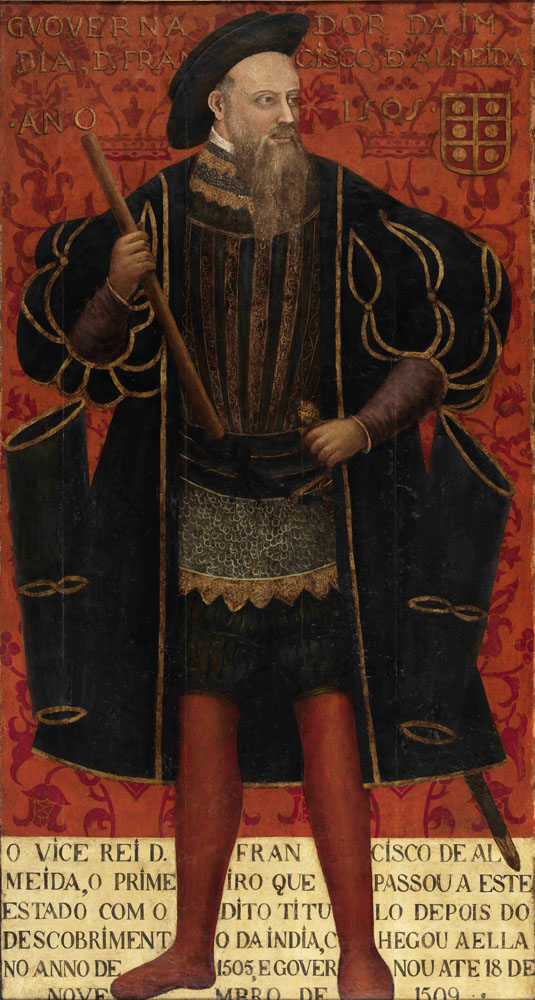
Francisco de Almeida fue el primer militar portugués en navegar por el puerto de Bombay en 1508

El  dominio portugués sobre la región que actualmente ocupa Bombay, la capital financiera de la India y una de las ciudades más pobladas en el mundo, se inició en 1535 y terminó oficialmente en 1665; si bien algunas partes dejaron de ser administradas tiempo más tarde, en 1737. Cuando los marinos portugueses llegaron a la región situada en la orilla del mar de Arabia, donde ahora se levanta la ciudad, se encontraron con un archipiélago de  siete islas. Entre el siglo III a. C. y el siglo XIV, dichas islas estaban bajo el control de las sucesivas dinastías hindúes. Fueron unidos en 1348 por el gobernante musulmán de  Gujarat que ya controlaba hace décadas Vasai, lo que es hoy Tanna. Más tarde, entre 1391 y 1534, las islas formaban parte del Sultanato de Gujarat.
Debido a la creciente amenaza planteada por el poder del emperador  mogol Humayun (1530-1556), el sultán Bahadur Shah de Gujarat (1526-1537)
se vio obligado a firmar el Tratado de Bassein con los portugueses en 23 de diciembre de 1534. En virtud de este tratado las siete islas de Bombay, la cercana ciudad estratégica de Vasai y sus dependencias se les ofrecieron a Portugal, acuerdo que se llevó a efecto el 25 de octubre de 1535. El archipiélago ha tenido varios nombres en portugués hasta que finalmente se estabilizó bajo el nombre de Mumbai. Durante el período portugués, las islas fueron arrendadas a varios funcionarios portugueses.
Los portugueses promovieron activamente el establecimiento y crecimiento de diversas órdenes religiosas católicas en Bombay. Los  franciscanos y los  jesuitas construyeron varias iglesias entre las que destacan la de San Miguel en Maim, la Iglesia de  San Juan Bautista en Anderi, la de San Andrés en Bandora y de Nuestra Señora de la Gloria en Byculla. También se construyeron varias fortificaciones militares alrededor de la ciudad como el Castillo de Bombay, el Fuerte Bandra, ahora también conocido como Castella de Aguada, y el Fuerte Madh.
Desde el comienzo del siglo XVII hubo varios enfrentamientos con los británicos por la hegemonía sobre Bombay debido a la importancia estratégica del puerto natural y las defensas naturales contra los ataques por tierra. A mitad de ese siglo el poder creciente de Imperio neerlandés obligó al Reino Unido a encontrar otro emporio en la Indias Occidentales. El 11 de mayo de 1661, mediante el contrato de matrimonio de  Carlos II (1660-1685) con Catalina de Braganza (1662-1685), hija del rey Juan IV de Portugal (1640-1656), se entregaba la posesión de Bombay al Reino Unido como parte del dote de Catalina de Braganza. La entrega del archipiélago a Inglaterra tuvo varios contratiempos y solo fue parcialmente eficaz en 1665. Aunque en 1667 los británicos ya habían tomado posesión de la mayor parte de las islas, algunas de ellas se mantuvieron durante varios años bajo el dominio portugués. La última posesión portuguesa en la región, la isla de Salsete, se acabó de perder en abril de 1737, cuando fue conquistado por los  Marathas.

## Llegada de los portugueses

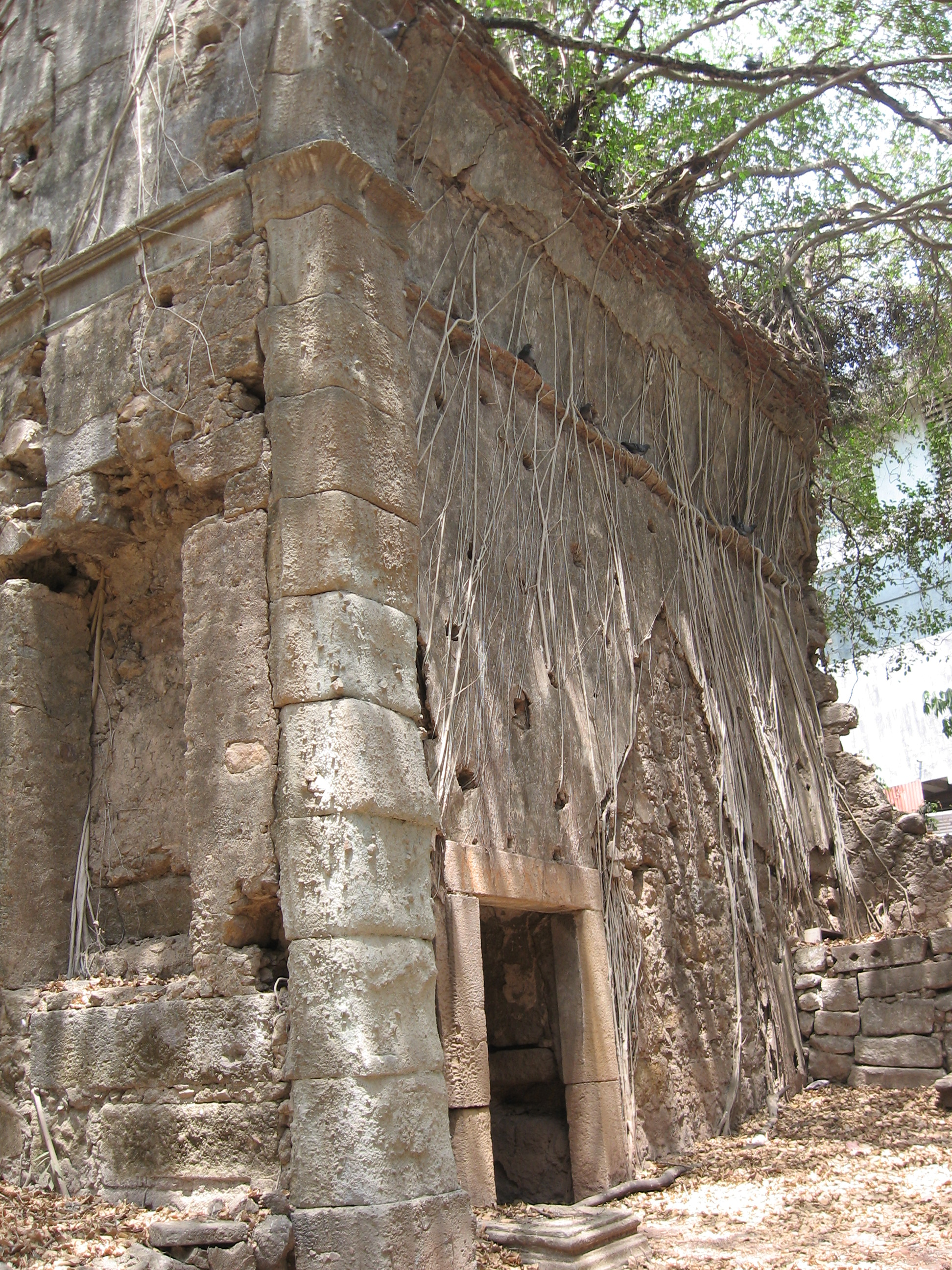
Ruinas de la iglesia de San Juan Bautista en Anderi, construida por los jesuitas portugueses en 1579

El archipiélago de las  siete islas fue propiedad de dinastías hindúes sucesivas entre los  siglos III a. C. y  XIV d. C.  Máurias lo fue hasta 185 a. C.,  Satavanas entre los años 185 a. C.  250 d. C., Abiras y Vakatakas  desde 250 hasta principios del siglo V,  Calachuris hasta el siglo V, Konkani Máurias entre el siglo VI y comienzo del siglo VII, Chaluquias a finales del siglo VII, Rastracutas a mediados del siglo VIII, Silharas entre los años 810 y 1260, Iadavas  desde finales del siglo XII hasta 1348, los gobernantes musulmanes Gujarat  entre 1348 y 1391 y, finalmente, el Sultanato Gujarat.
Cuando los portugueses llegaron a la región, que fue gobernada por el sultán Bahadur Shah de Gujarat (1526-1537) y estaba compuesta por siete islas: Bombay, Colaba , Colaba pequeña o la isla de antigua o isla de la anciana, Main, Mazagaon , Parel y Varel. El grupo de islas Salsete estaba situado al este de Bombay y separadas por bahía Maim. Los lugares estratégicos cercanos a Mumbai fueron Bassein (Baçaim) al norte, Thana al este y Chaul al sur.
Los portugueses llegaron a la costa de la India por primera vez cuando Vasco de Gama desembarcó en 1498 en Calcuta, 1100 kilómetros al sur de Bombay. Varios años después de su llegada, los portugueses se esforzaron por consolidar su poder en el Konkan del Norte a partir de la construcción de una fortaleza en Goa que conquistó el sultán de Bijapur en 1510. El barco del virrey y explorador Francisco de Almeida entró en el puerto natural profundo de Bombay en diciembre de 1508, durante su expedición a  Diu.

### Expedición de Francisco de Almeida a Diu (1508)

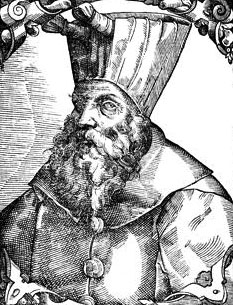
Sultán mameluco al Ghawri

La expedición de Francisco Almeida en 1508 tenía como objetivo principal luchar contra la flota enviada por el sultán  mameluco  al-Ghawri, liderado por Mir Hoçaine, o Amir Huceine, con la orden de expulsar a los portugueses de la India. La flota de Francisco de Almeida, que constaba de 19 barcos con 1600 soldados, incluidos 400 procedentes del Malabar, dejó Cananor, más allá de la isla Anjadip en el sur de Goa, y alcanzó Dabul, a unos 250 km al sur de Bombay —que entonces era una ciudad muy próspera— el 30 de diciembre. El portugués arrasó y saqueó Dabul y la abandonó el 5 de enero de 1509 para dirigirse a continuación a Bombay, donde llegaron el 21 de enero con la intención de abastecerse.
Cuando llegaron, capturaron un barco tripulado por 28 guyarat —«moros» musulmanes— en la ribera de Bandorá. Como la carga de ese navío no era suficiente para abastecer a su flota, el portugués envió a algunos de los tripulantes de la nave capturada para pedir provisiones al gobernador de la isla de Bombay a cambio de dinero. El virrey mandó a algunos de sus hombres detrás de los emisarios con instrucciones para no causar daños innecesarios en la isla. Estos hombres desembarcaron cerca del fuerte de Maim, sin ser molestados, y se apoderaron de 24  carneros, que llevaron al margen de la ribera de Maim. Sin embargo, el gobernador local se había puesto en fuga hacia el interior, posiblemente hacia la isla de Bombay, junto a la mayor parte de los habitantes de Maim, pero envió 12 sacos de arroz y 12  cabras al virrey al que pidió disculpas por no enviar todo ya que indicaba que las plagas de langostas habían destruido todo en la isla.

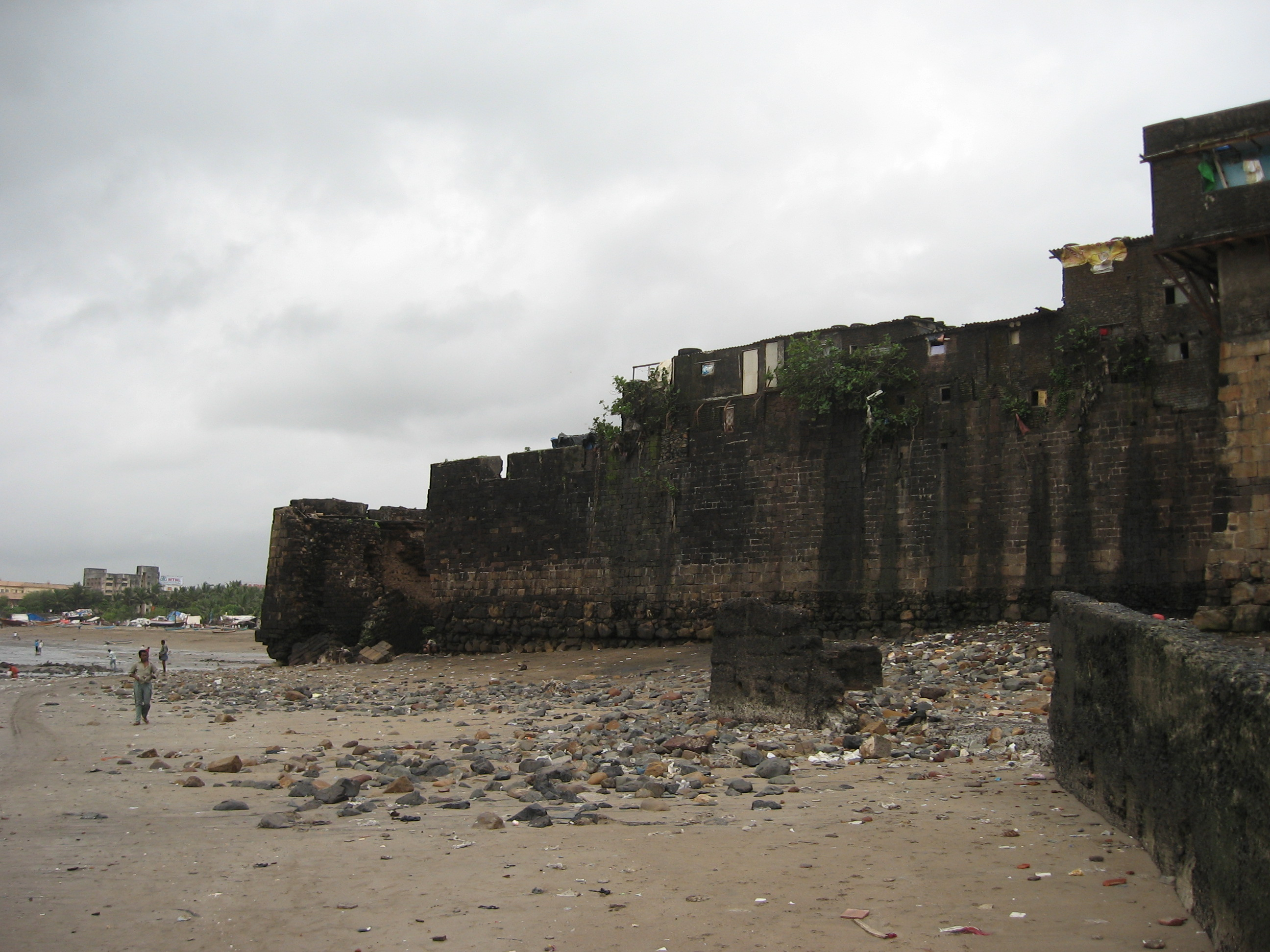
El Forte de Maim ya existía antes de que los portugueses tomaran posesión del archipiélago

El historiador portugués Gaspar Correia (ca. 1495-1561) presenta una versión diferente de esta parte de la expedición. De acuerdo con él, Francisco de Almeida partió de Dabul, pasó por Chaul, a 60 km al sur de Bombay, donde no entró para ahorrar tiempo y anclaron en Bombay, donde los nativos huyeron  llenos de terror. Los portugueses tomaron posesión de un gran número de vacas y capturaron algunos «negros», después de haber hecho cautivos a los mejores y matado a los demás. Habiendo reparado en un «negro» amistoso, el virrey mandó liberarlo con la condición de que se comprometiera bajo juramento, de acuerdo con su ley, para llevar una carta al Din y entregársela a Malique Aiaz —Malik Ayaz—. El nativo aceptó y de hecho la carta fue entregada a Malique Aiaz 20 días antes de que la flota llegara a Diu.
La expedición partió hacia Diu donde llegó el 2 de febrero de 1509. Malique Aiaz y Amir Huceine habían sido preparados para resistir el ataque esperado de los portugueses, a los que esperaban con una flota de 200 barcos. La lucha al amanecer y terminó con una contundente victoria de los portugueses, que saquearon barcos musulmanes. Amir Huceine fue  gravemente herido y los estandartes del sultán fueron enviados a Portugal como trofeos. Este éxito reforzó la intención de los portugueses de construir una fortaleza en Diu e, indirectamente, pensaban en el envío de dos embajadas, en 1513 y 1514, al sultán Bahadur Shah para negociar la concesión de un sitio para su construcción. Estas embajadas tuvieron poco éxito debido a las maniobras de Malique Aiaz, pero durante la segunda, de la que formó parte Diogo Fernandes, Diogo Teixeira y Ganapotam, este último en calidad de intérprete hindú, se encontraron con el sultán en Madoval (Amedabade) que les ofreció la isla de Amputar como un lugar alternativo. La oferta, sin embargo, fue rechazada por los emisarios portugueses que afirmaban que el virrey solo les había autorizado a aceptar Diu.

### Otras incursiones portuguesas en el archipiélago

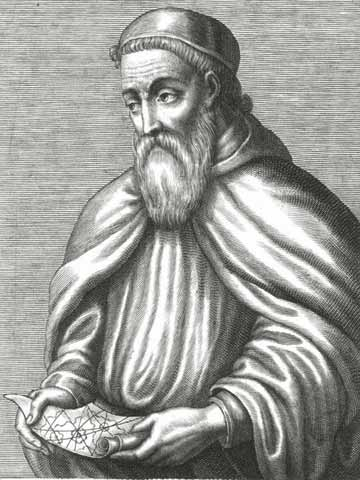
Lopo Soares de Albergaria, gobernador de la India portuguesa cuando se produjo el ataque a Bombay comandado por John Monroio

En 1517, durante el mandato de Lopo Soares de Albergaria como gobernador de la India portuguesa, John Monroio penetró en la orilla del río Bandora con siete pinaças, donde encontró un navío proveniente del Mar Rojo cargado con mercancías al que atacó. Para tratar de escapar de los portugueses por el río, el barco encalló y la tripulación se puso en fuga, pero algunos de sus miembros fueron capturados por los portugueses y llevados a Chaul. La captura de este navío irritó fuertemente al comandante de Maim, el Jaque-ji, no sólo porque el barco fue atacado frente al mismo, sino también porque su fortaleza había sido bombardeada. Cuando la flota portuguesa se retiró, envió tres pinaças para perseguirlos y evitar que lleguasen a Chaul. Sin embargo, el portugués repelió el ataque y las pinaças del jeque se dieron a la fuga.
Entre 1522 y 1524, durante el mandato Duarte de Meneses como gobernador, fue frecuente  ver navíos portugueses dar vueltas en torno a Mumbai en busca de barcos musulmanes y hubo un momento en Malique Aiaz y su flota se vieron obligados a buscar refugio en el puerto de Bombay. En 1526, los portugueses establecieron un puesto comercial en  Bassein.
En 1528-1529, el gobernador Lopo Vaz de Sampaio, al mando de una flota de 40 barcos, 1000 soldados portugueses y de algunos otros lugares, atacó a la flota Gujarat cerca de Mumbai que se componía de 68 pinaças y estaba comandada por Camalmaluco Kamal Malik, gobernador y capitán de Diu, y por Ali Xá. Lopo Vaz de Sampaio comenzó por lanzar las anclas a lo largo de una pequeña isla donde estaban las pinaças de Ali Xá, y poco después las retiró y, a la fuerza de remos, las llevó a la desembocadura del río Tana, donde ancló. Durante la noche, el gobernador portugués envió a Vicente Correia a espiar al enemigo. Este vio todos los barcos enemigos a puestos en el lugar de desembarque, a excepción de dos, que quedaron a vigilar la desembocadura del río. Al amparo de la noche, Ali Shah navegaba por el río Nagotana con 20 galeones bien equipados, con galerías en la popa decoradas con lo que el cronista portugués describió como figuras, es decir, versos de la Corán. Lopo Vaz ordenó entonces a Heitor da Silveira fuese al encuentro de Ali Shah y lo atacase, lo que hizo con éxito, habiéndose apoderado de 27 fustas. A continuación, persiguió a Ali Xá hasta una fortaleza vecina cuyos alrededores saqueó, además de apoderarse de mucha artillería enemiga. Para evitar más problemas, el tanedar Tana se convirtió en vasallo de los portugueses, con la promesa de pagar un tributo anual de 2000 «pardaos».

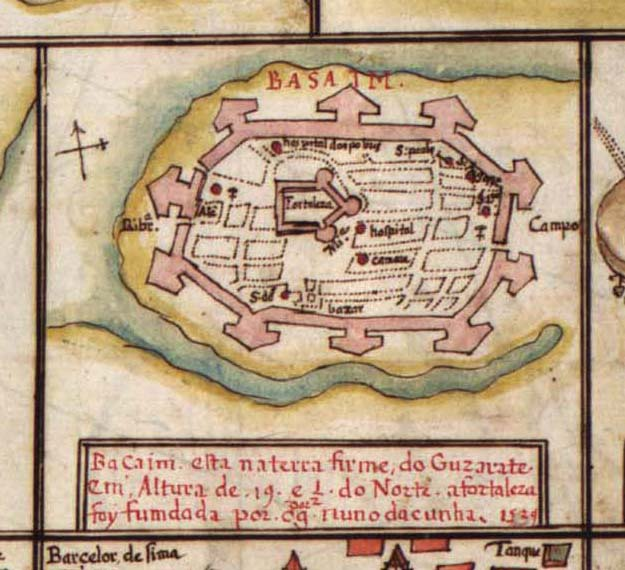
Mapa de Bassein (c. 1539), dibujado por Nuno da Cunha, virrey de Goa entre 1528 y 1538

En tierra, las tropas portuguesas sitiaron la fortaleza de Main que pertenecía al rey de Cambay (sultán de Gujarat), que estaba en guerra con Nizamuluco, Nizam-ul-Mulk, Señor de Chaul, a quien los portugueses entregaron el fuerte después de la capitulación de los guzarates. Después de derrotar a Ali Xá, Heitor da Silveira volvió al puerto de Bombay, donde fue recibido con grandes ovaciones. Cuando el gobernador volvió a Goa el 20 de marzo de 1529, Héctor Silveira se quedó atrás con 20  bergantines, dos galeras y 300 hombres para acosar la costa hasta Cambay. Durante los próximos tres meses hasta la llegada del monzón, Heitor da Silveira y sus hombres hicieron varias incursiones a Mumbai y las islas vecinas y apodaron a  Mumbai la «isla de la buena vida»", debido a la abundancia de comida y los placeres que no habían disfrutado.
Mumbai ha ganado importancia cuando los portugueses trataron de conquistar Diu en 1530-1531. El comandante del fuerte local, que había sido sustituido de su cargo por el sultán Bahadur Shah, entró en contacto con el gobernador de Goa Nuno da Cunha proponiéndole un ataque conjunto a la ciudadela. El gobernador portugués aceptó la propuesta y  dispuso una flota comandada por Gaspar Pais y dando un pase al capitán Gujarat. La flota reunida fue la mayor vista hasta entonces en la India, y estaba compuesta por 400 buques, la mayoría de ellos pequeños y tripulados por nativos, aunque también había muchos buques de gran tamaño. La gran flota entró triunfalmente en el puerto de Bombay y se realizó una gran parada con todas las fuerzas militares como soldados, marineros y cautivos que también combatían o prestaban asistencia a las tropas, en la planicie actualmente conocida como «Esplanade». La formación de combate estaba compuesta por 3600 soldados y 1460 marineros portugueses, 2000 hombres de Malabar y de Canara (Kerala), 8000 esclavos, 5000 marineros nativos y 3000  mosqueteros. En total, incluidas las mujeres y los niños, la flota transportó a más de 30 000 personas.
Después del desfile, la flota zarpó para  Daman, que fue tomada rápidamente.. A continuación fueron a la isla de Bet, Shiyal Bet, que se rindió después de intensos combates el 7 de febrero de 1531. También  Diu fue bombardeada, a partir del 16 de febrero, pero sin gran éxito pues las fortificaciones no sufrieron daños apreciables y los defensores lograron resistir al cerco. Nuno da Cunha se retiró a Goa el 1 de marzo y dejó tras él a António de Saldanha con 60 barcos con la misión de luchar contra los enemigos en el  Golfo de Cambay. En los meses de marzo y abril de 1531, Saldanha atacó y quemó Mohuva, Ghogha, Tarapur, Agashi y Surat. Durante el mismo período Diego Silveira saqueó Tanna, cuyo gobernante —tanedar— había tratado de librarse de la obligación tributaria a pagar a los portugueses. Debido a estos éxitos militares y la posterior conquista de Vasai (Bassein) en enero de 1533, las islas de Bombay, Main y Bandora pasaron a ser tributarios de los portugueses.

## Entrega de las islas a los portugueses
Véase también: Tratado de Bassein

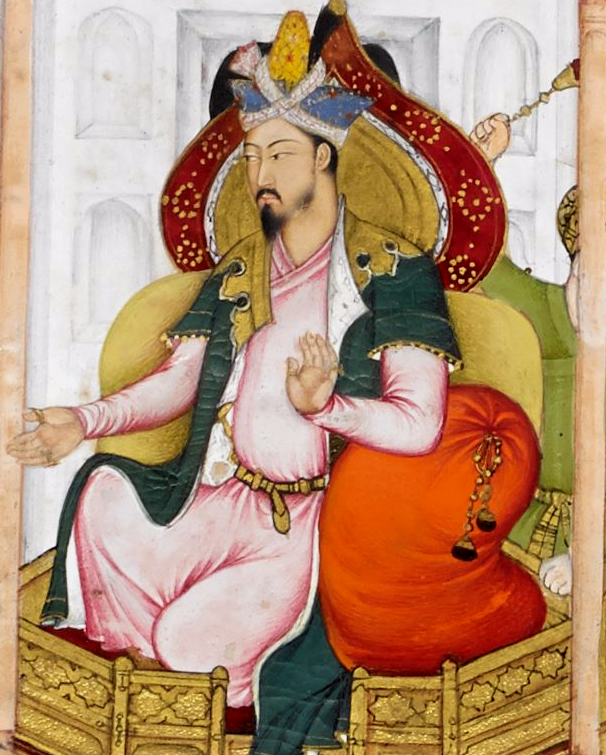
El emperador mogol Humayun amenazaba el poder del Sultanato de Gujarat, conocido como el Reino de Cambay por los portugueses

En el mediados del siglo XVI, el imperio mogol se convirtió en la potencia dominante en el subcontinente indio. El  Imperio Mughal fue fundado cuando Babur (1526-1530), un nativo de Ferganá, ahora en Uzbekistán, invadió parte del norte de la India y derrotó a Ibrahim Lodi (r. 1517-1526), el sultán de Delhi, en la primera  batalla de Panipate en 1526. Después de la muerte de Babur, el 26 de diciembre de 1530, su hijo Humayun (r. 1530-1540) ascendió al trono en Agra tres días más tarde.
La aprehensión de Badur Xá en relación con el poder de Humayum fue creciendo, por lo que en 1534 envió a su principal oficial Xacoes (Xá Khawjeh) para proponer a Nuno da Cunha la oferta del control de las Siete islas de Bombay, Baça, sus dependencias y los ingresos obtenidos en tierra y en el mar como contrapartida de un tratado de paz. La propuesta fue aceptada y el Tratado de Bassein se firmó a bordo del galeón portugués San Mateo el 23 de diciembre de 1534. En virtud del tratado, los buques de Badur Xá con destino al mar Rojo debían pasar primero por Baaz, donde se les darían salvoconductos, y a su regreso volver a pasar por Baaz para pagar tasas, so pena de ser multados o apresados. La entrega de Baçaim y Bombay fue posteriormente confirmada por otro tratado de paz y comercio, firmado el 25 de octubre de 1535, en virtud del cual Badur Xá abdicaba completa y permanentemente de la posesión de las islas y de Baçim, además de autorizar la construcción de una fortaleza en Diu.
La guerra entre Humaium y Badur Xá prosiguió, con sucesivas derrotas de este último. El portugués accedió a enviar una fuerza de 500 hombres para el apoyo, pero a principios de 1537 Humayun suspendió súbitamente los combates antes de que aquella fuerza entrase en acción. Badur Xá se había previendo la eventualidad de una derrota preparó una fuga con sus tesoros. Con este fin, envió un emisario de nombre Asaf Khan a La Meca, acompañado de su harén y el tesoro, además de ricos presentes para el  sultán otomano  Solimán I (r. 1520-1566), que desde 1517 controlaba Egipto.

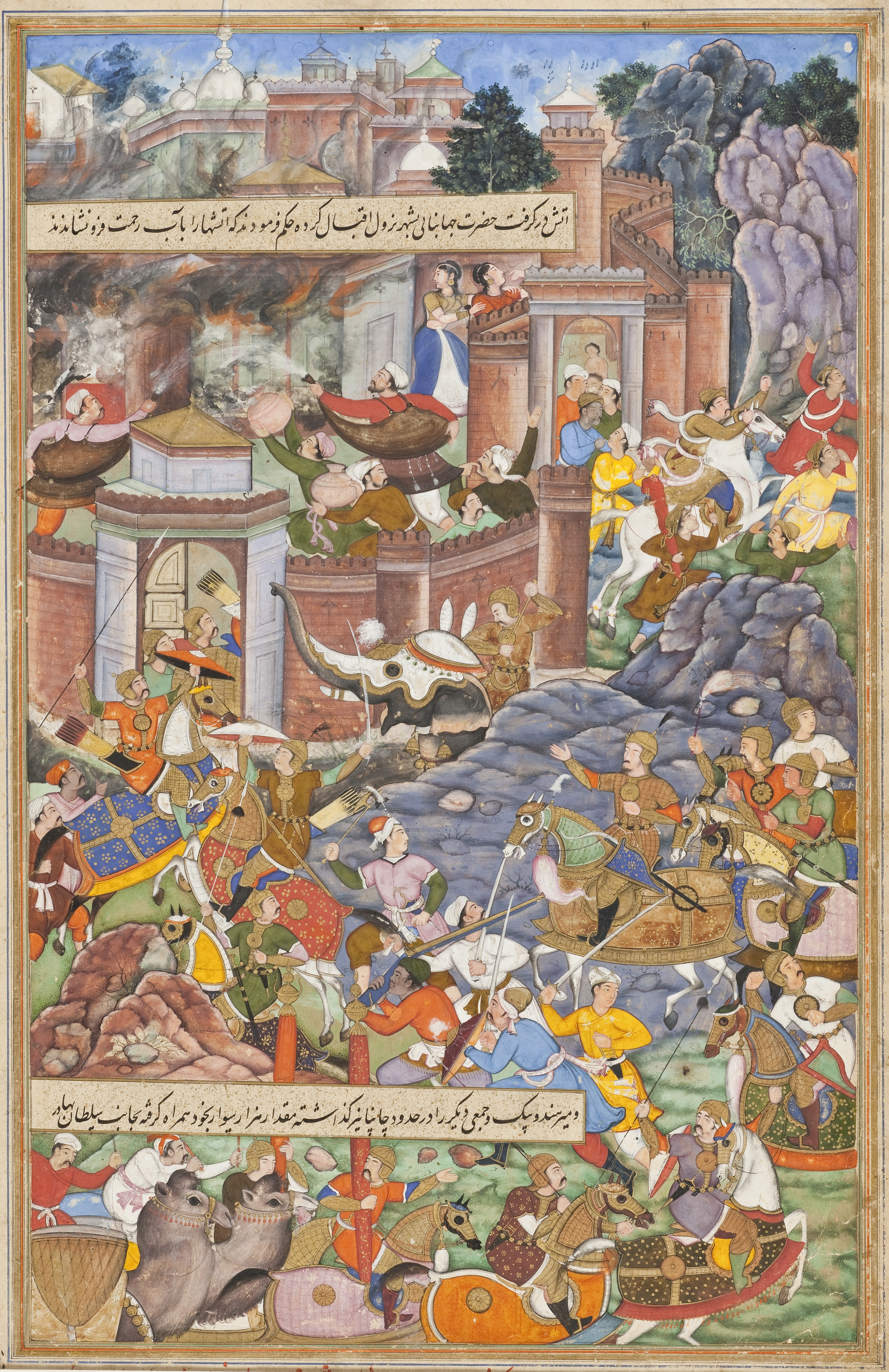
Grabado de la fuga del sultán de Gujarat Bahadur Shah durante la campaña de Humayun en Gujarat en 1535

Después de largas discusiones para preparar una conferencia entre Nuno da Cunha y Bahadur Shah, este finalmente accedió a reunirse con el gobernador portugués el 13 de febrero de 1537 a bordo de un barco portugués anclado frente a la costa de Gujarat, después de insistir sin éxito de que el gobernador portugués se encontrase con él en tierra. Durante el encuentro estalló una pelea y Badur Xá acabó muerto al intentar huir a nado. Conscientes de las circunstancias que provocaron el ahogamiento del sultán de Gujarat, aunque de acuerdo a los historiadores portugueses, la lucha fue debida al hecho de que Bahadur Shah había intentado matar a Nuno da Cunha. Cuando el emisario de Bahadur Shah se reunió con el sultán otomano de Adrianópolis, este dio órdenes para que se equipara una poderosa flota para «vengar la muerte de un rey musulmán» (Badur Xá). Para esta misión fue nombrado Hadim Suleiman Pasha, gobernador otomano de El Cairo, que rodeaba Diu en septiembre de 1538, pero el enfrentamiento terminó con la victoria de los portugueses.
Además de los enfrentamientos con el Sultanato de Gujarat y con los otomanos entre 1535 y 1545, los portugueses estuvieron  constantemente en guerra con Adil Khan y el Samorin de Calcuta, que se sumaron a las turbulencias en Malaca. Las guerras provocaron problemas financieros que, a su vez, llevaron a que los oficiales más competentes dejaran de estar debidamente remunerados. Esta era, probablemente, una de las causas de la Corona comenzó a otorgar la tierra como recompensa por sus servicios meritorios y así creó una especie de  sistema feudal, la propiedad y el aforamiento, en vigor durante el período en que Mumbai estuvo bajo el dominio portugués. Tengase en cuenta que este sistema no era muy diferente de lo que había sido ejecutado por los sultanes de Gujarat en  Bassein, Salsete, Mumbai y otras tierras vecinas.
Al parecer, desde 1534 Bombay dependía de Baçaim en términos administrativos y judiciales y todos los territorios portugueses en Concão Norte estaban divididos en una especie de señoríos o  feudos. Las tierras eran concedidas como recompensa de servicios contra una renta periódica de 4 al 10% de su valor. Los períodos de arrendamiento eran generalmente anuales o trienales y podían ser renovados; en algunos casos el plazo de arrendamiento podía ser una, dos o tres generaciones. Había también concesiones de tierras que eran perpetuas, cuando correspondían la recompensa de servicios diferentes o cuando se trataba de órdenes religiosas. A cambio, el rey de Portugal exigía la prestación del servicio militar por parte de los arrendatarios, que podría ser reemplazada por el pago de una tasa determinada por las autoridades o por el administrador del tesoro. Los aforamientos presuponían, además, la obligación del aforado de cultivar y mejorar las tierras. Además de aforamiento, había también propiedades más pequeñas que fueron alquilados por una renta fija anual en metálico o en especie.

## Desarrollo de las islas
El portugués llamaron a las islas por diversos nombres, que escribían con diferentes grafías, como Mombai, Mombay, Mombayn, Mombaym y Bombay, hasta que se estabilizó el uso de Bombay, que persiste hasta nuestros días. Se supone que el nombre adoptado por los británicos -Bombay- es el nombre anglicanizado en portugués.

### Organización territorial y población
En la distribución de la tierra que se produjo después de 1534, la isla de Bombay fue aforada el Maestro Diogo Rodrigues por una renta anual de 1432 medios pardaos, pagado al tesoro real en Bassein.  Maim también se ha alquilado por 36 057 foedeas, la aduana de Maim 39 975 foedeas y 8 500 Mazagão por foedeas. Durante el virreinato de Juan de Castro entre 1545 y 1548, los pueblos de Parel, Vadala, Sion y Vorli fueron adjudicados a Manuel Serrao por el pago anual de 412 pardaos.  Salsete fue arrendado por tres años João Rodrigues Dantas, Cosme Correia y Manuel Correia. Trombayy y Chembur fueron arrendados a Roque Tello y Menezes y la isla Pory (Elefanta) a Joan Smith en 1548 por 105 pardaos. Los ingresos procedentes de la aduana de Valkechvar fueron adjudicados a otro funcionario portugués por 60 foedeas y el Mazagan a Antonio Pessoa.

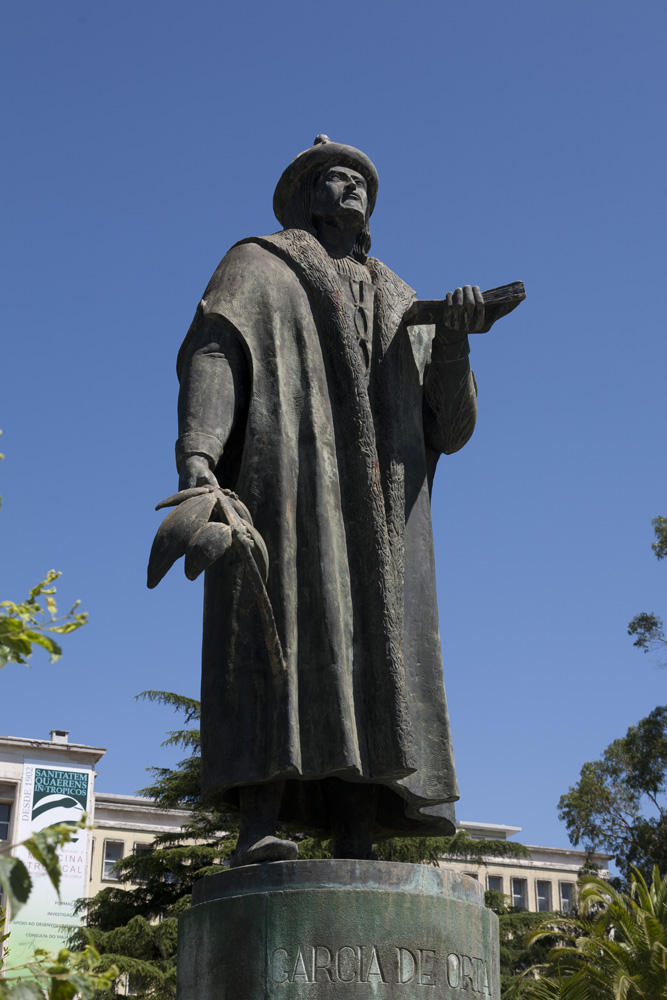
García de Orta tomó posesión de las siete islas desde c. 1554 hasta, probablemente, su muerte en 1570

No se sabe a ciencia cierta cuánto tiempo disfrutó el Maestro Diogo de los derechos señoriales de Bombay, pero mediante evidencias colaterales se concluye que alrededor del año 1554, durante el virreinato de Pedro Mascarenhas, las siete islas fueron adjudicados al famoso botánico y médico García de Orta por una cantidad anual equivalente a 85  libras. García de Orta había dejado Portugal probablemente debido al clima de intolerancia religiosa vivido tras la introducción de la  Inquisición en 1536, que persiguió a todos los no católicos y cristianos nuevos, en su mayoría  judíos  sefarditas, como era el caso de García de Orta. En su obra  «Coloquio de los medicamentos simples y cosas medicinales de la India», García de Orta hablaba en primera persona de Bombay, al que llama «Mombaim, terra e ilha de que El Rei nosso senhor me fes merce, aforada em fatiota». El médico portugués se menciona en diversos registros de las islas y las personas que vivían en la isla que su tiempo. Aparentemente, Bombay permaneció en su posesión hasta su muerte en 1570, en Goa, tras lo que fue concedida sucesivamente en los mismos términos a diversas personas, la última de las cuales Inés de Miranda, viuda de Rodrigo de Moncanto.
García de Orta fue responsable de la construcción de un parque o palacete en el lugar donde más tarde los británicos erigieron el «castillo de Bombay», también llamado  la Casa de Orta. El edificio fue descrito algunos años después por el médico y viajero británico John Fryer como siendo hermoso pero deficientemente fortificado. Simón Botelho escribió que estaba en un jardín con los campos de recreo en la cacabe —alcazaba— de Mumbai, el sitio principal de la isla, cerca de un pequeño fuerte. El edificio está referido por David Davies, comandante del Discovery, en sus informes de cuaderno de bitácora cuando relata un ataque conjunto de ingleses y holandeses a Mumbai que se realizó en octubre de 1626.
Después de la muerte de António Pessoa en 1571, Mazagaón fue concedido perpetuamente a la familia Sousa y Lima. El portugués también construyó varias fortificaciones alrededor de la ciudad. En Salsete, uno de los edificios más importantes es el Fort Versova.

### Composición étnica

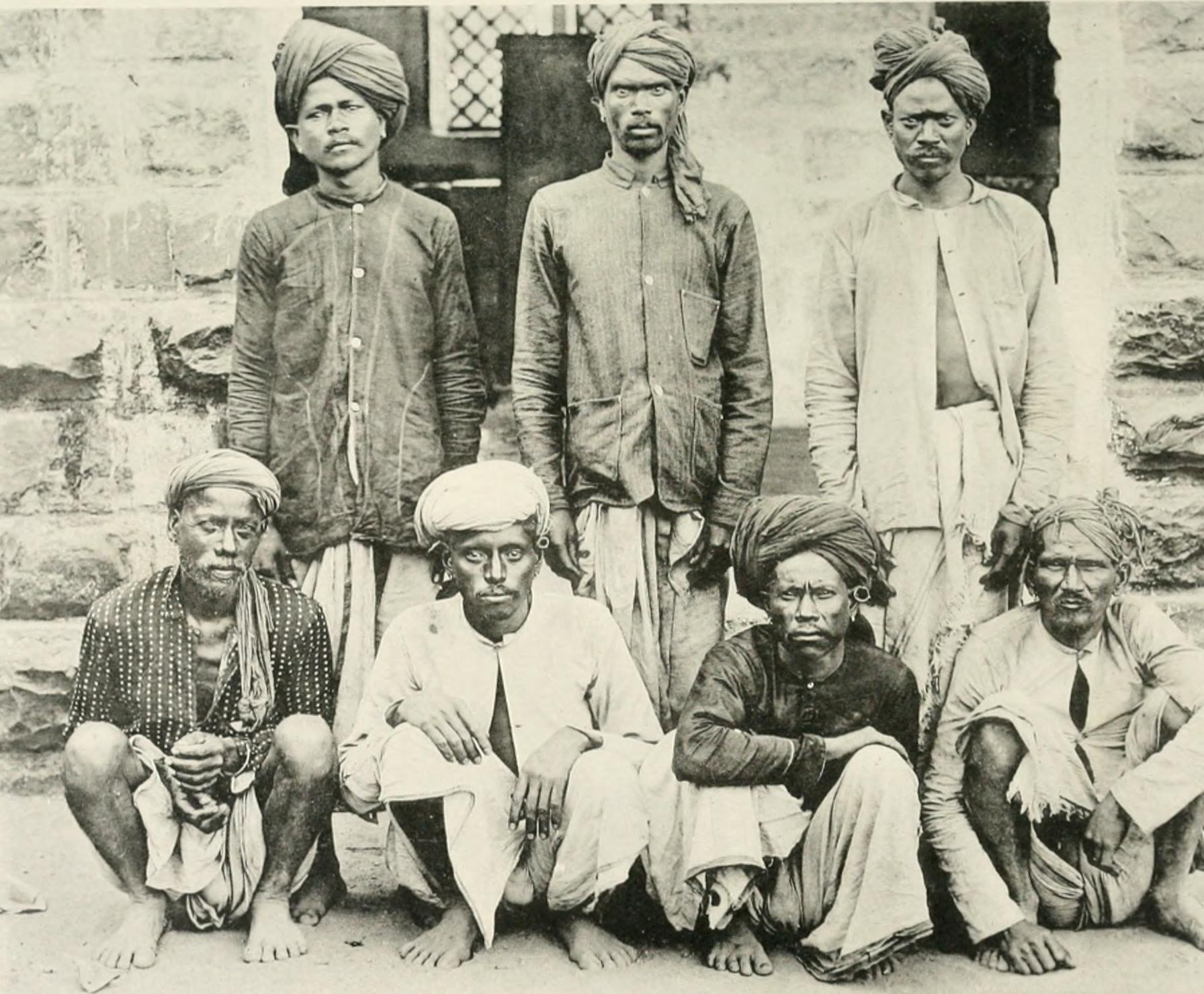
Grupo Kunbis de Madhya Pradesh en 1916

Durante este período, la isla de Bombay tenía siete aldeas subordinadas a dos cacabas o kashas , donde se pagaban los derechos de aduana. Los pueblos de Main, Parela, Varela, actual Vadala, y Siva, actual Sion estaban subordinadas a la kasba de Main; Mazagaon, Mumbai y Varel (Vorli actual) estaban subordinadas a la kasba de Bombay. Además de estos siete lugares principales había pequeños pueblos como Cavel, Colaba, Naigaon y Dongri, que ya existía desde la época en que se establecieron las poblaciones hindúes indígenas. El Kolis, una comunidad de aborígenes que se dedicaban principalmente a la pesca, pero también a la agricultura, constituían probablemente el mayor grupo étnico de los habitantes locales. Vivían en muchos lugares, desde Colaba a sur hasta Sion y Main al norte y algunos pudieron haber sido forzados a ser cargadores de palanquines.
Otras comunidades que viven en las siete islas eran los kunbis y los agris o curumbins, que eran agricultores de arroz y todo tipo de legumbres, los malienses tendían huertos y a los que los portugueses llamados jardineros u hortelanos, los piães eran guerreros de etnias o de castas Bandari. Los parus o prabhus vivían en Maim, Bombay y Parela. Cobraban las rentas del rey de los habitantes y de sus propiedades, además de ser comerciantes. También había una pequeña comunidad de «moros» —musulmanes—, que según García de Orta se dedicaba exclusivamente al comercio marítimo y se designaban naitias, que significaba que eran descendientes de los primeros moros que vinieron del extranjero y se mezclaron con los gentiles o hindúes locales. Es posible que algunos  musulmanes de ascendencia menos mezclada étnicamente viviesen en Main y Mumbai, pero la mayoría de los seguidores del Islam pertenecía a la comunidad musulmana  konkani cuyos antepasados árabes o persas estaban casados con mujeres hindúes de la costa oeste de la India.

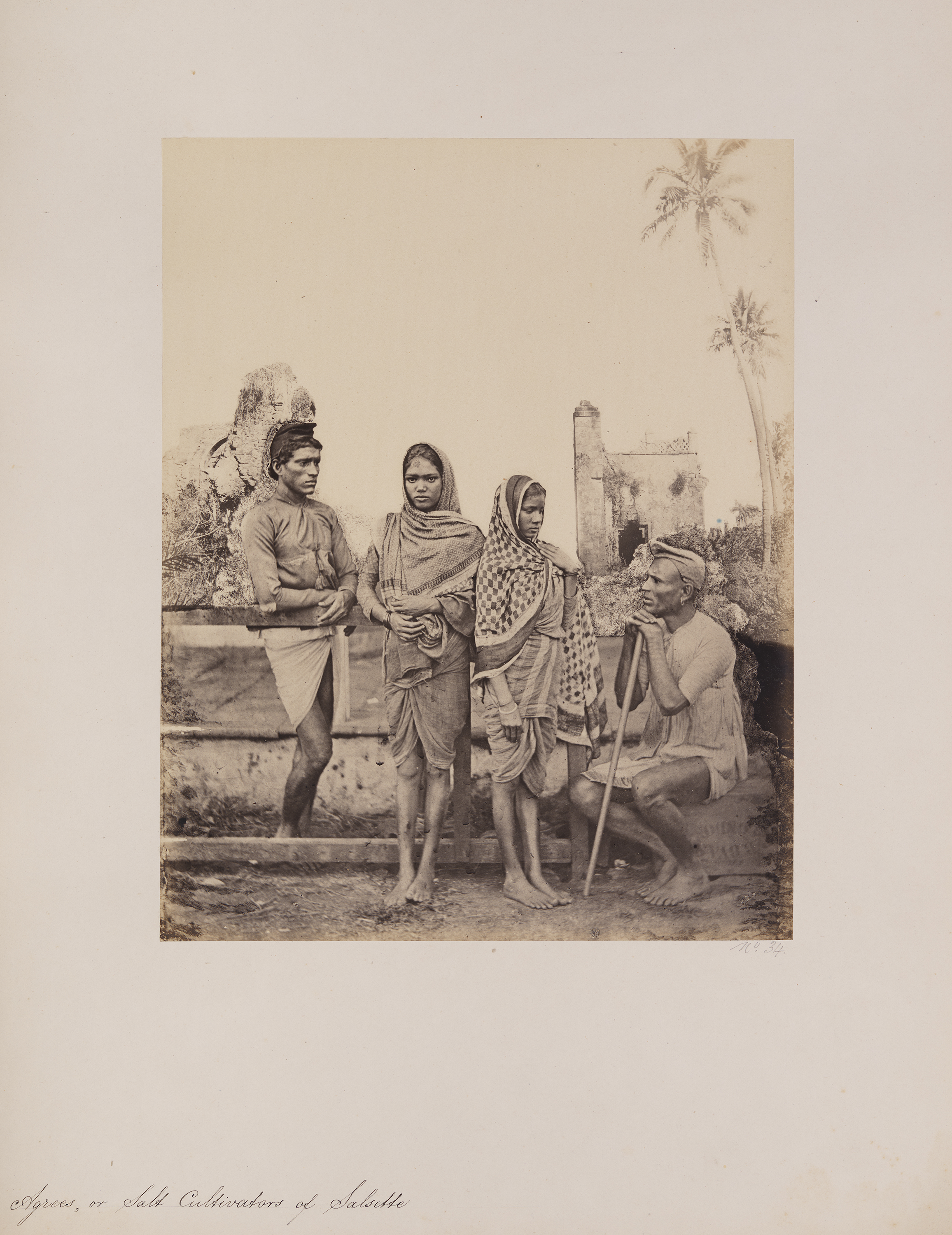
Agris de Salsete que trabajaban en las salinas, fotografiados en 1916

El resto de comunidades mencionadas por García de Orta como residentes en Vasai y sus alrededores eran los baneanes o banias, coaris esparcis o parsis, dares o dheds Mahars y farazes. Según Orta, estos últimos eran despreciados por todo el mundo; eran que limpiaban las casas y las calles, comían todo, hasta las «cosas muertas» y las sobras que les daban los aldeanos, y no podían tocar a nadie. Los banarios y parsis sólo se establecieron en Bombay cuando esta pasó al dominio británico. En el mediados de siglo XVI había once familias cristianas portuguesas de hombres casados.
Los portugueses animaron la formación de matrimonios mixtos con la población local y contaron con un fuerte apoyo de la Iglesia católica, que tenía aproximadamente 10 000 indígenas convertidos en Baçaim, Tana y sitios vecinos. También se implementó la Inquisición en la India en 1560. Cuando llegó el dominio británico los cristianos llegaron a ser llamados «cristianos portugueses». Más tarde comenzaron a llamarse a sí mismos «católicos indianos orientales»  para no confundirse con los colonos católicos de Goa y Mangalore que vivían en Bombay y a quien los británicos también los llamaban cristianos portugués.
En Naigaon habían seguido residiendo los parus y los brahmanes, aunque estos últimos tenían más dificultad para subsistir y mantener su reputación entre aquellos que una vez habían sido discípulos suyos en su mayoría habían sido convencidos u obligados a convertirse al cristianismo. Por el contrario, los prabus, tradicionalmente hombres de negocios, lograban subsistir cómodamente a través de pequeñas empresas y como cobradores de rentas y agentes de los propietarios portugueses.

### Papel de la Iglesia
Al igual que en otras partes de las Indias Occidentales, la influencia portuguesa en Bombay está relacionada con la creación y ampliación de sus órdenes religiosas. En 1534, es decir, antes de la firma del Tratado de Bassein, la franciscanos construyeron la iglesia de San Miguel, que todavía existe en Maim, aunque ha sido reconstruida varias veces. Poco después, fray Antonio Porte un fraile franciscano se estableció en Bombay y Baçaim. Uno de las condiciones del Tratado de Bassein era que las mezquitas siguieran recibiendo, como hasta entonces había ocurrido, 5000 larin, una moneda persa, retirados de los impuestos cobrados en Bassein, pero Fray Antonio y otros misioneros fueron tan diligentes en su actividad de evangelización que el rey portugués ordenó que estos fondos se dieran a las misiones de Bombay y Baaz. En pocos años, habían sido convertidos al catolicismo cerca de 10 000 nativos en Baçé, Tana, Mandapexuar y otras aldeas vecinas.
En términos religiosos, Mumbai fue puesto baja la jurisdicción especial del vicario de Vara en Baçaim, bajo cuyos auspicios se estableció la Orden Franciscana. La Compañía de Jesús se estableció en 1542 y su miembro más prominente fue el navarro Francisco Javier, que no perdió el tiempo para conseguir que el dinero anteriormente destinado a las mezquitas fuera para su orden. Los  dominicos se establecieron en 1548, tres años después de que lo habían hecho en Goa, por iniciativa de Diogo Bermudes, que a menudo visitaba Mumbai para reunirse con su amigo García de Orta. En 1570, los «brasileños» como los llamaban los jesuitas, se instalaron en todas las ciudades y pueblos de los territorios portugueses y comenzaron a construir la Iglesia de San Andrés en Bandora, que se terminó en 1575. Los franciscanos y jesuitas compitieron  en la edificación de iglesias y conversión de los habitantes de Bombay. En 1596 los franciscanos construyeron la Iglesia de Nuestra Señora de la Salvación en Dadar, popularmente conocida como Iglesia portuguesa, y la Capilla de Nuestra Señora del Buen Consejo en Sion, que más tarde pasó a depender  de la Iglesia de San Miguel y que ambas siguen existiendo. La llamada Capilla romana (católica) en Parel, que los británicos confiscaron a los jesuitas en 1719, fue construida originalmente por los franciscanos. Más tarde sirvió como Casa de Gobierno (sede del gobierno) y residencia del Príncipe de Gales, el futuro  Eduardo VII, cuando visitó Bombay en 1875, y más tarde transformada en el Instituto Haffkine.
En 1585, los franciscanos portugueses controlaban de hecho Salsete, Mail, Mumbai y las islas de Karanja. En cada uno de estos lugares tenían un funcionario pagado por el así llamado «Pai dos Cristãos»; más allá de las iglesias antes mencionadas se había construido una en la explanada dedicada a Nuestra Señora de la Esperanza, cuyos primeros feligreses convertidos fueron los kolis de Cavel y fundaron un colegio en Bandora, que tenía un gran prestigio hasta el punto de que un escritor de la siglo XVII escribiera que la calidad de la educación no es inferior a la de «nuestras universidades». Las órdenes religiosas obtuvieron más ingresos que la Corona portuguesa actual y su influencia fue tal que incluso el «General del Norte» de Bassein sintió que su posición era precaria. Su opulencia se describe críticamente por el reverndo y viajero John Ovington, que visitó Mumbai en 1689 - «Pocos hombres pueden disfrutar de una vida tranquila si tienen algunas posesiones cerca de los conventos de los jesuitas; un lugar agradable y un cultivo lucrativo casi nunca se les escapa».

### Economía y defensa

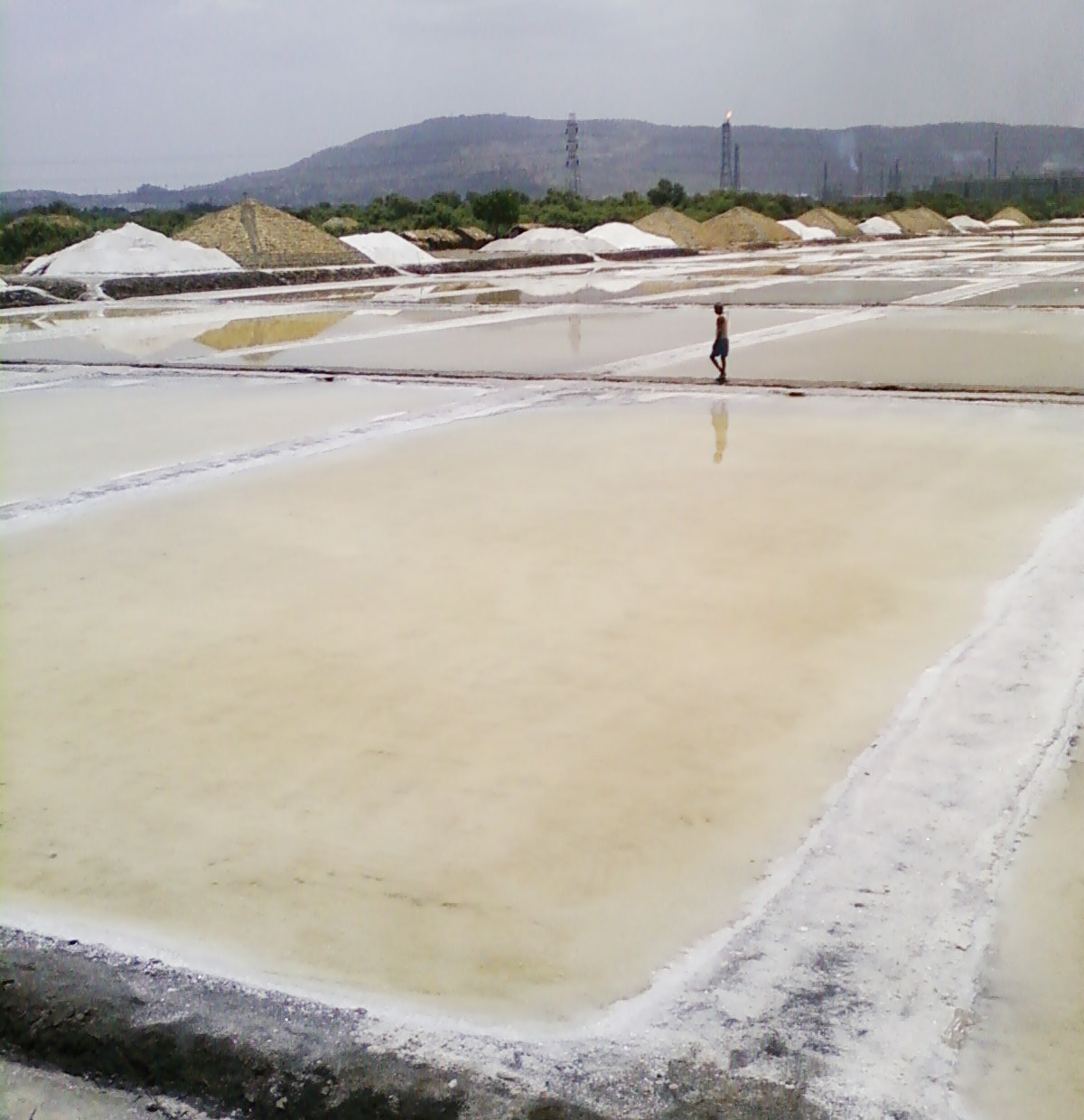
Salinas en Vadala

Los primeros mercaderes ingleses que visitaron Chaul, Baçaim y Tana en 1583 relataron que en Baça y Tana se negociaba con arroz y maíz a pequeña escala. En este momento, los productos que se venden en Bombay eran de coco y fibra de coco, así como la  jaca,  jambul ,  mango y flacourtia. Actualmente subsisten pocos especímenes de jangomas. Los mangos daban frutos dos veces al año, hacia la Navidad y a principios de mayo. En Maim se producía principalmente coco y arroz. Mazagaon y Sion eran conocidos por su sal. Los numerosos pueblos de Kolis fueron productores de grandes cantidades de pescado que se secaba en la isla y se enviaba a Bassein, donde era vendido a los «moros» (musulmanes), y que constituye la una última actividad comercial con un impacto importante sobre la relación comercial, relativamente dimunuta, de las islas. Los ingresos de los propietarios portugueses eran principalmente de los impuestos sobre los campos de arroz, pagados en especie, los árboles de cacao, palmeras, arecas y en la producción de aceite y ghi, un tipo de mantequilla clarificada.
Las defensas de los territorios de Bombay consistieron en varios castillos, como el de Mumbai, el de Dongri , y de Ley en Main. En 1640, los portugueses construyeron la fortaleza de Aguada, también conocido como Castella de Aguada o Bandra Fort, en Bandora, para vigilar la bahía de Main, el mar Arábigo y la isla meridional de Main, que estaba armada con siete cañones y otras armas más pequeñas.

## Fin de dominio portugués

### Primeros contactos e incursiones inglesas y holandesas

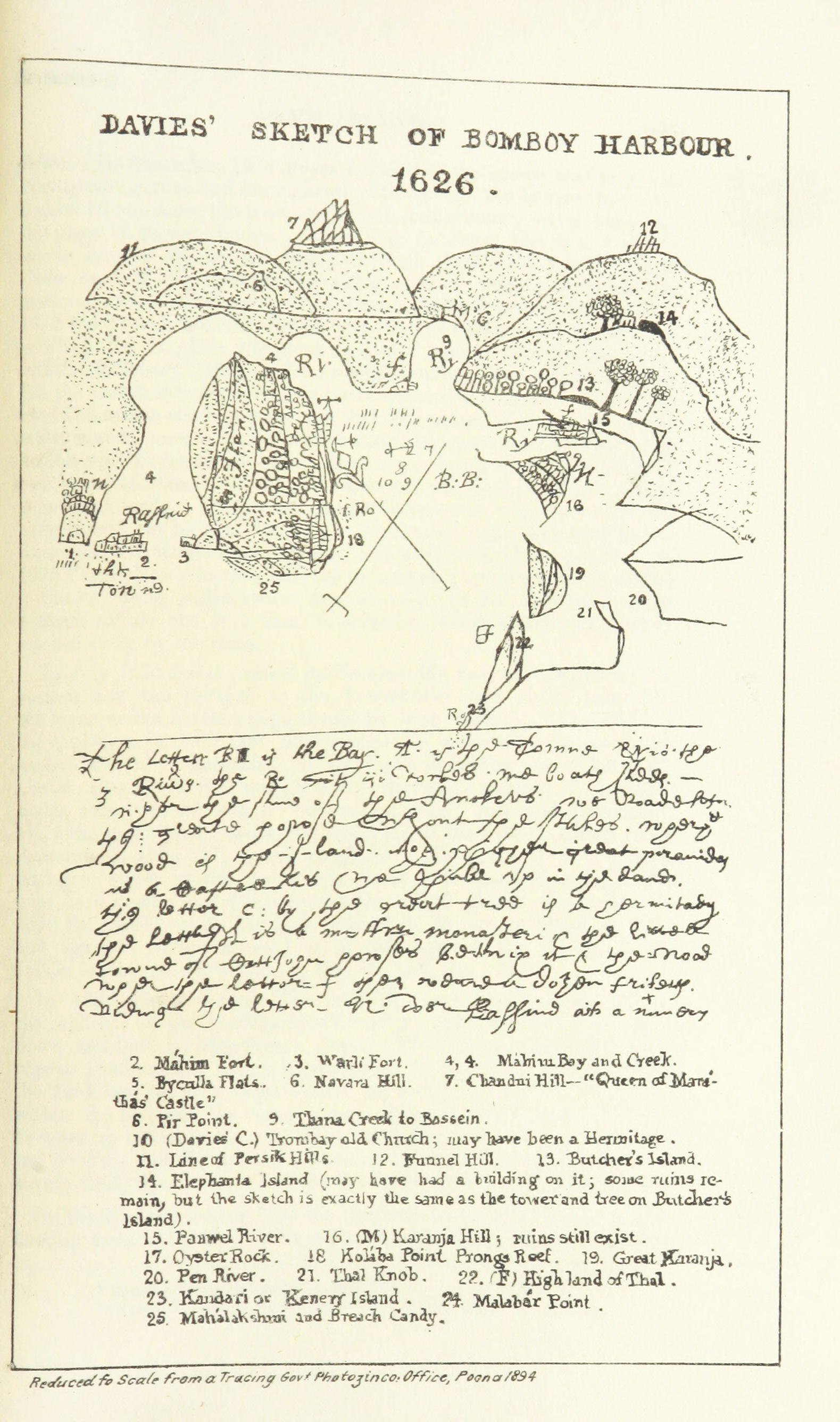
Mapa esquemático del puerto de Bombay dibujado por David Davies, uno de los comandantes del ataque británico de 1626

La unión de las coronas de Portugal y España entre 1580 y 1640 allanó el camino para que otras potencias europeas para seguir las rutas de las especias a la India. Los primeros en llegar fueron los holandeses, seguidos rápidamente por los británicos. Los primeros comerciantes ingleses llegaron Chaul el 110 de noviembre de 1583, entre ellos se encontraba Ralph Fitch, prominente comerciante de londinense.
Las inmensas ventajas naturales de Bombay provocaron la codicia de los ingleses que reconocieron el valor del lugar como base naval. En noviembre de 1612 se enfrentó a lo largo de Surate en la Batalla de Suvali entre el portugueses y británicos, por la posesión de Bombay. La victoria británica y la derrota portuguesa marcó el principio del fin de su monopolio comercial en la India Occidental. En la década siguiente, en 1626, los británicos incendiaron la casa solariega construida por García de Orta.
El 13 de octubre de 1626, 300 ingleses y holandeses desembarcaron en la isla, incendiaron todas las casas y tomaron la «Casa Grande», el solar de García de Orta, usando dos cañones ligeros de bronce y un cañón pesado de hierro. La "Casa Grande" se describe como un priorato, un almacén y un fuerte, simultáneamente. Los atacantes se retiraron el día 15 después de haber incendiado el solar y las casas de alrededor que quedaban todavía en pie. Sin embargo, el saqueo no fue muy provechoso, pues los bienes más valiosos habían sido llevados por los habitantes que huyeron con la llegada de los atacantes.
En 1652, el Consejo de Surat instó a la  Compañía Británica de las Indias Orientales para que comprasen Bombay a los portugueses. En 1654, la compañía que llamó la atención de Oliver Cromwell acerca de la sugerencia de la Junta de Surat que destacaba el excelente puerto y de las condiciones naturales de defensa así como el aislamiento de los ataques terrestres. En el mediados del siglo XVII, el creciente poder del Imperio neerlandés] y la guerra civil en el Imperio Mughal después de la enfermedad del emperador Shah Jean en 1658 que lo dejó fuera del poder. llevó a los ingleses a adquirir un  emporio en la India occidental. Los directores de la Junta de Surat, tanto en Surat como en Londres, informaron en 1659 de que se hiciera todo lo posible para que el rey  Juan IV cediese Danda Rajapur, un puerto cerca de 380 km al sur de Mumbai, Versová o Bombay. Estas presiones culminaron en la oferta formal de Bombay a la Corona inglesa como parte de la dote del tratado de matrimonio de Carlos II con Catalina de Braganza, hija de Juan IV, firmado el 11 de mayo de 1661.

### Primer intento de toma de posesión de las islas por los ingleses

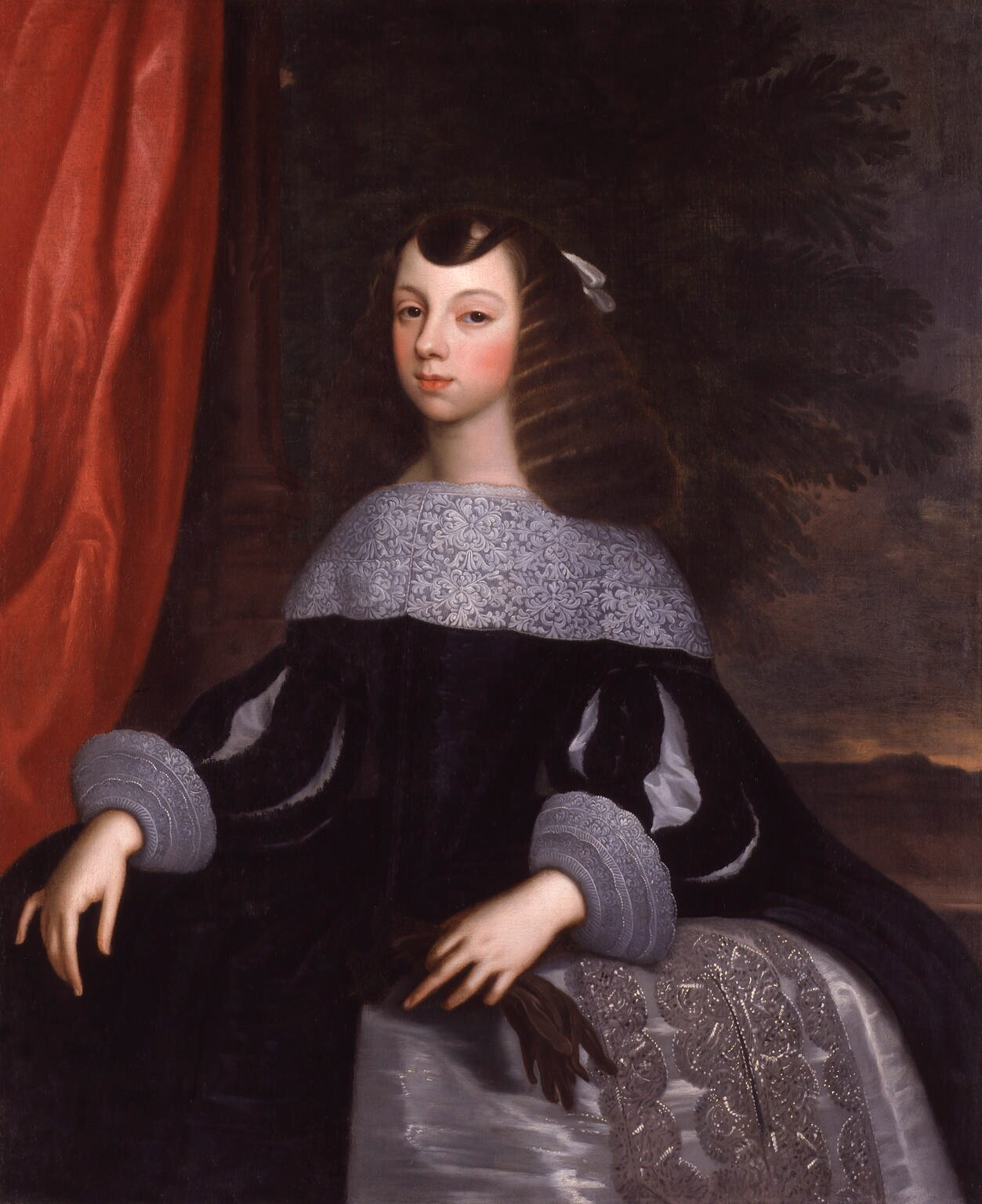
Catalina de Braganza. El acuerdo nupcial de su matrimonio con Carlos II de Inglaterra transfería la posesión de Bombay por la Corona inglesa

En marzo de 1662, Abraham Shipman fue nombrado el primer gobernador británico y general  de Bombay y se embarcó con destino a Bombay con una flota de cinco naves y 400 soldados, al mando de James Ley,  Conde de Marlborough. La tropa formada por cuatro compañías, destinados a formar el primera guarnición Bombay británica. La flota pasó por Lisboa, donde zarpó el 20 de abril, llevando a António de Melo y Castro que acababa de ser nombrado virrey de la India portuguesa. Durante el viaje, Melo y Castro se desentendió de los comandantes británicos y cuando llegó a Mumbai habían hecho todo lo posible para enfrentar a los portugueses contra los británicos y trató por todos los medios para retrasar la entrega de los territorios.
Parte de la flota inglesa llegó a Bombay en septiembre y el resto en octubre. Los británicos no tardaron en enviar una solicitud formal de entrega de los bienes al virrey y fue entonces cuando se dieron cuenta por primera vez que la isla de Bombay estaba lejos de la gran posesión que las autoridades británicas pensaron que era. Los británicos tenían una noción muy vaga, sino errónea, lo que era de Bombay, como lo demuestra, por ejemplo, mencionando el valor que tiene el política y el historiador Edward Hyde, Primer conde de Clarendon (1609-1674): ella isla de Bombay con sus villas y castillos que se encuentra a poca distancia de Brasil. El capitán Browne, comandante del Dunkerque, el buque insignia, señaló que la isla había sido representada extrañamente a Su Majestad. Gerald Aungier, gobernador británico de Bombay entre 1672 y 1675, escribió que El lugar no cumple con las expectativas de nuestro rey ni las cuatro quintas partes  de lo que le fue presentada. Para el diseño que se presentó a Su Majestad, Mumbai, Salsete y Tana estaban incluidas en una isla y todo ello bajo el nombre de «regalías» o «concesiónes» de Bombay; pero el capitán Browne y yomismo, después de haber navegado alrededor de esta isla nos encontramos con otra cosa, y en una quinta extensión de las otras dos islas y esto es todo lo que los portugueses tienen la intención de entregarnos.La descripción del alto funcionario, parlamentario y cronista Samuel Pepys (1633-1703) la «pobre pequeña isla» y su referencia al «insignificante lugar de Bombay» fueron plenamente justificado por las conclusiones de las autoridades británicas en el oeste de la India y corroboró la declaración de ministro holandés, Filipe Baldeu, que en virtud del tratado de matrimonio, pensaba que los británicos habían obtenido un gran botín de los portugueses como estos lugares, Tanger y Mumbai son de hecho lugares de tránsito poco importante.

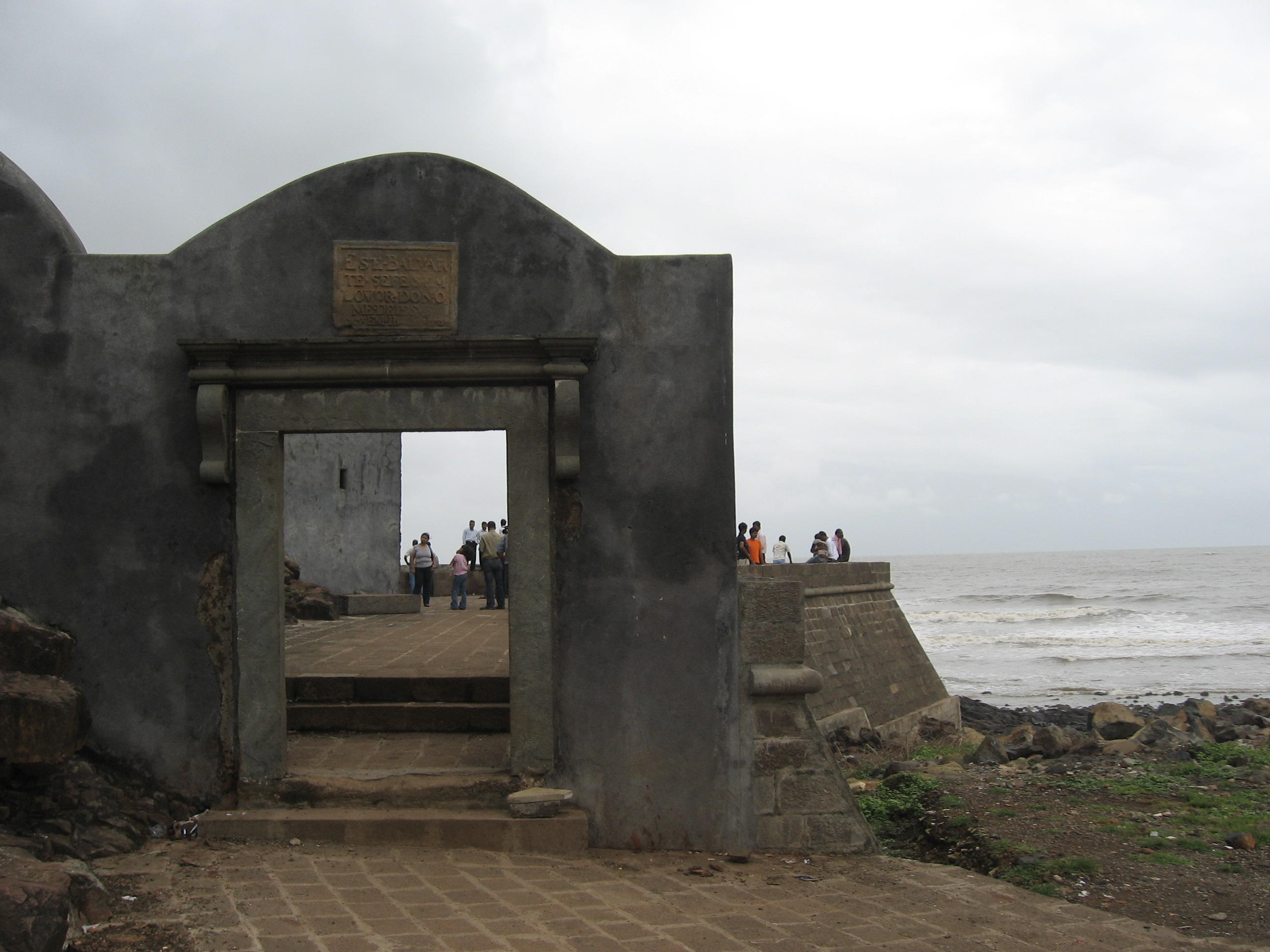
Forte de Bandra, o Bandorá, también conocido como Castillo de Aguada, construido por los portugueses en Bandorá en 1640

A pesar de los «manifiestos de pobreza» de los agentes portugueses y su gente, los británicos encontraron que estaban decididos a no a entregar los territorios sin lucha. Los británicos exigieron la entrega Salsete y Mumbai, que denegó el gobernador portugués, alegando que solo la isla de Bombay era parte del acuerdo. Además, se negó a entregar Bombay, porque según él había irregularidades en las credenciales (carta-patente) que le presentaban. Consciente de la situación y no estar de acuerdo, aunque al parecer no se ha expresado en público, el virrey portugués Melo y Castro apostó discretamente por el impasse, negándose a intervenir en el conflicto. Después de recibir de manos del conde de Marlborough  el pedido formal de entrega del territorio, Melo y Castro pasó cinco días en consultas y, finalmente, respondió que no se le permitió entregar a Mumbai sin una carta del rey de Inglaterra, confirmada por la firma y el sello, añadiendo que las instrucciones le había impedido la entrega de la posesión antes del final del monzón. La carta del rey inglés existía pero la tenía Abraham Shipman, que llegaría un mes después, con la segunda parte de la flota inglesa.
Tomando nota de que no podía impresionar al portugués orgulloso y astuto, el conde de Marlborough, se limitó a pedir permiso para que sus hombres pudieran desembarcar, lo cual le fue concedida con la condición de hacerlo sin armas. El punto muerto en las negociaciones se mantuvo hasta la llegada de Shipman. Sin embargo, cuando presentó sus  credenciales o «letras de patentes», los portugueses afirmaron que la forma de estos no coincidía con lo las normas que se observaban en Portugal y, por tanto, el gobernador inglés tendrían que conseguir otras en Lisboa e Inglaterra. Al ver que el punto muerto no se resolverá hasta que llegaron a las órdenes finales de Europa, Marlborough Earl volvió a Inglaterra con su flota, en octubre de 1662 o el 14 de enero de 1663. Shipman también se vio obligado a retirarse con sus tropas, primero en Suvali en la desembocadura del Taptiy, luego a la pequeña isla de Angediva, una pequeña posesión portuguesa a lo largo de Canara del Norte.

### Entrega formal de parte del archipiélago de Bombay a los ingleses

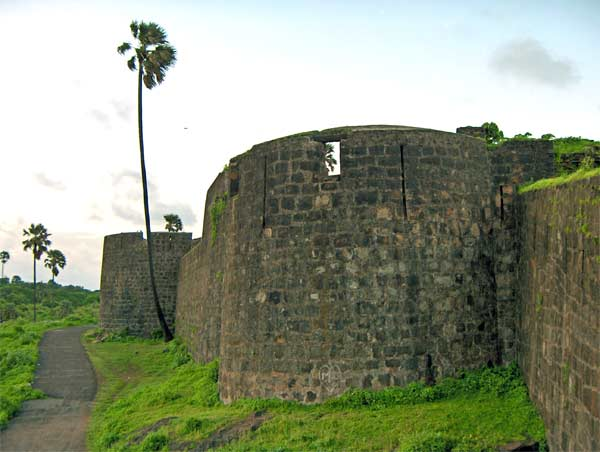
El fuerte de Versová era una de las principales fortificaciones portuguesas en Salsete

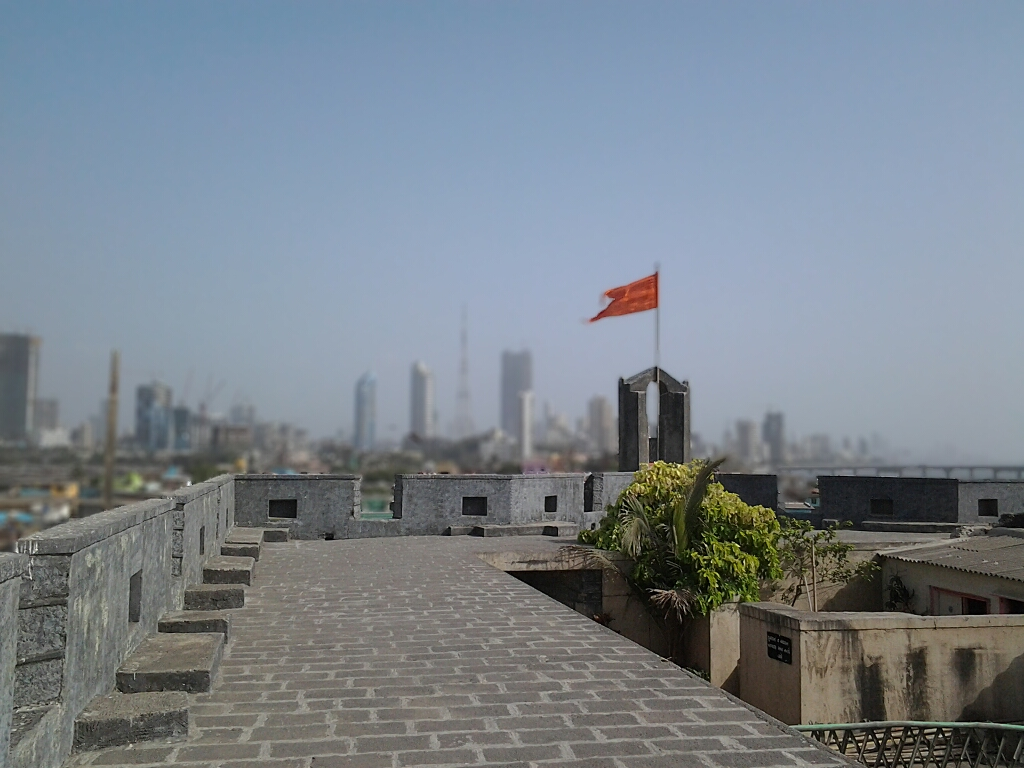
Fuerte de Vorli

Las tropas inglesas permanecieron en Angediva más de dos años, donde la falta y la baja calidad de la comida y el clima causaron la muerte a gran parte de los hombres, incluido el propio Abraham Shipman, que murió en abril de 1664. Poco antes de morir, recibió un nuevo encargo de rey Carlos, fechado el 23 de noviembre de 1663, autorizándolo a tomar posesión de Bombay junto al virrey portugués. Murió poco antes de llegar a realizar el ancargo, y nombró como su sucesor a su secretario Humphrey Cooke. Después de varios intercambios de correspondencia entre Cooke, Melo y Castro, el Tribunal Supremo de Goa, finalmente decidió que Bombay fue dado a Cooke, pero debido al hecho de que Cooke no está bien visto tanto por los portugueses ni por los ingleses de Surate, la correspondencia necesaria posterior retrasó esta entrega.
En noviembre de 1664, para proteger la vida de los 100 hombres que le quedaban de los 400 que habían salido de Inglaterra, Humphrey Cooke accedió a aceptar la isla de Bombay sin ninguna otra dependencia. Los portugueses accedieron a la condición de que Cooke renuncian a todo derecho a cualquiera otra islas cercanas, el portugués exentos del pago de derechos de aduana, rendirse desertores, esclavos fugitivos, campesinos y artesanos y no interferir con la fe católica. Los términos de este acuerdo nunca llegar a ser ratificados por ninguna de las partes. Por orden del rey, el 17 o el 14 de enero de 1665, Antonio de Melo y Castro finalmente firmó en Panjim en contra de su voluntad, [ nt 16 ] el documento de entrega de Bombay. Esto se llevó a cabo formalmente el 18 de febrero siguiente después de que Humphrey Cooke tuviera firmado el documento «pase de pernocta» de la casa de doña Inês de Miranda, dueña de la isla de Bombay.
Los 119 hombres que quedaban de las tropas inglesas desembarcaron para tomar posesión de la isla. La primera tarea de Cooke después de tomar posesión fue organizar la tropa. A continuación se dedicó a la cancelación de las restricciones que los portugueses habían impuesto en el acuerdo de cesión. Firme en su posición original, el portugués se negó a entregar Mazagão, Parel, Vorli, Zion, Daravi y Vadala que el tratado entre la Corona portuguesa y la inglesa  considera parte de Mumbai alegando que estas islas eran de dependencia de la isla más importante, es decir, de Maim y no de Bombay. Además había otras cláusulas impuestas en las que Cooke tuvo que acceder, según una de las cuales, los barcos portugueses podían pasar libremente a través de Mumbai sin tener que pagar ningún impuesto.

### Gobierno de Humphrey Cooke y la transferencia definitiva de la soberanía
Cooke quedó en muy mal lugar, tanto por el Consejo de Surate como por el gobierno de Londres por aceptar esas condiciones. Es probable que la estrategia de Cooke pasara por evitar a toda costa el riesgo real de ser obligado a regresar a Angediva, donde habían muerto la mayor parte de sus hombres, y después de estar en posesión de Bombay intentar liberarse de las restricciones impuestas por los portugueses. Cooke trató de actuar en contra de lo que el rey Carlos II referido como la manifiesta  injusticia de la capitulación, aprovechando todos los pretextos por insignificantes que fuesen, para irse apoderarse de los territorios contiguos en la isla de Bombay propiamente dicha e imponer las tarifas a todas las mercancías portuguesas, invitando a los comerciantes nativos a instalarse en Mumbai y al fortalecimiento de las fuerzas armadas. Según James Douglas, la pequeña Colaba (Kolaba  o la Isla de la Anciana no se asignó inicialmente por no ser parte de la isla de Bombay. Esta isla y el "Putachos" (al parecer el carnicero Butcher Island de la actualidad parecen haber sido tomadas en 1666. Además de la isla de Bombay, los territorios restantes continuaron en manos portuguesas. Entre 1665 y 1666, Cooke logró apoderarse Maim, Sion, y Daravi Vadala. También en 1665 el gobierno de Lisboa cambió de opinión y dio instrucciones a Melo y Castro para recuperase las islas a cambio de dinero, pero las negociaciones no tuvieron éxito.

Durante el último monzón le dije a Vuestra Majestad que había entregado Bombay. Ahora voy a relatar a Vuestra Majestad lo que los ingleses han hecho y están haciendo todos los días de forma excesiva. El primer acto del Señor Humphrey, que es el gobernador de la isla y que me encontré en Lisboa como un tendero, fue a tomar posesión de la isla de Main a pesar de mis protestas, ya que la isla está a cierta distancia de la isla de Bombay como Vuestra Majestad verá en el mapa que envío adjunto. Él alega que en la marea baja se puede ir a pie de una a la otra y si esto es aceptado Su Majestad será incapaz de defender el derecho a las otras islas al norte, pues durante la marea baja es posible ir de Bombay a Salsete, de Salsete para Varagão (Baragaon), de forma que para no perder el norte, será necesario defender Maim. Él hizo más. Obligó a los católicos a hacer un juramento por el cual negaban la jurisdicción del Sumo Pontífice y Cabeza de la Iglesia. Los habitantes del norte se habrían levantado en armas para expulsar a los ingleses de allí si yo no hubiera tenido mis sospechas y lo hubiera impedido, asegurándoles que su Majestad tenía de hecho un tratado sobre la compra de Bombay. Y a pesar e que el nombre de Humphrey Cooke aparece en todas estas cuestiones, un horrible hereje llamado Henry Gary, un gran enemigo de la nación portuguesa es el autor de todas estas cosas. Creo, sin embargo, que antes que vuestra Majestad remedie esto, los holandeses expulsarán a esta gente de allí, pues me dicen que ellos están preparando una gran armada para cercar Bombay.
 	
- Carta de Antonio  de Melo y Castro al rey Alfonso VI de fecha 5 de enero de 1666.

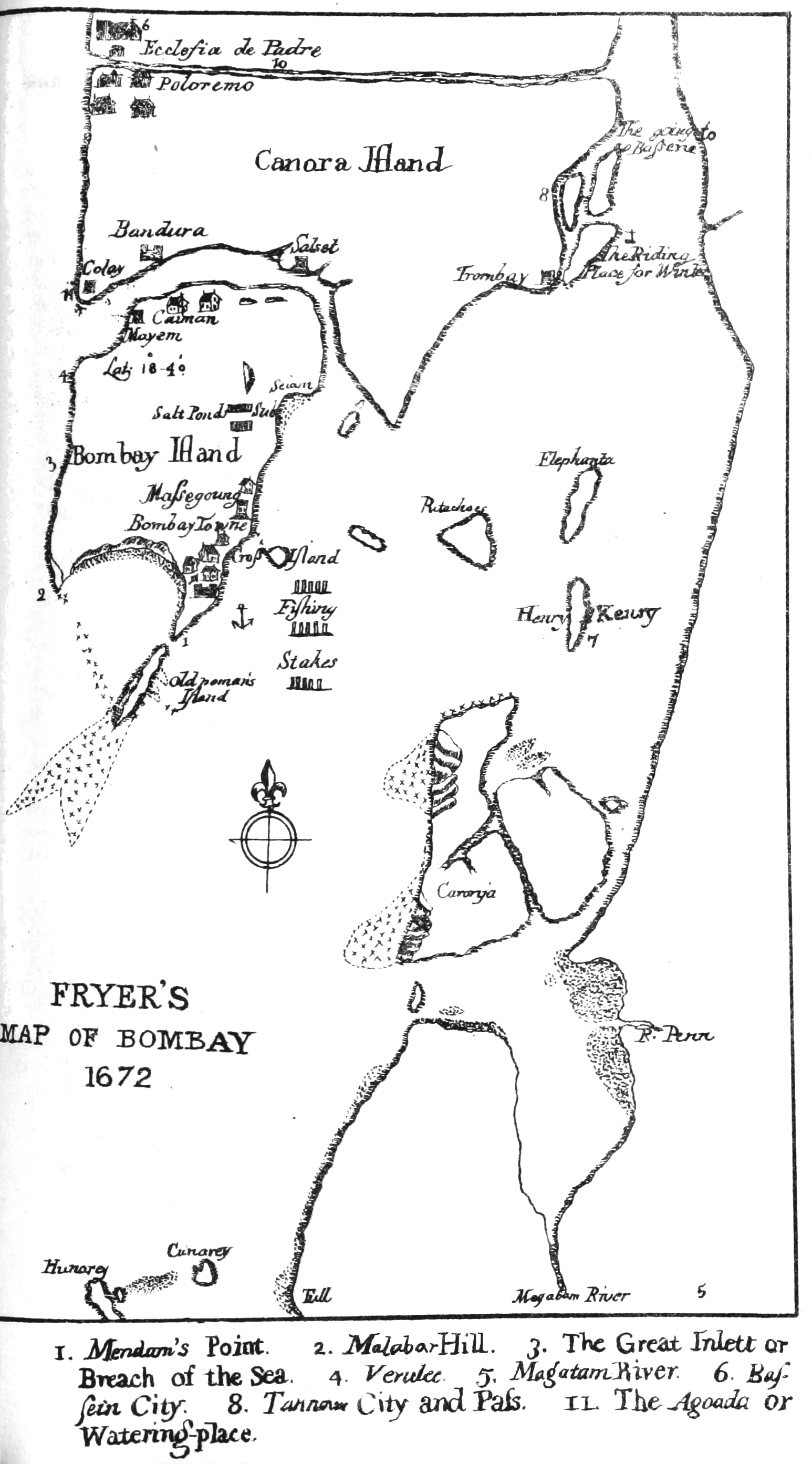
Mapa inglés de Bombay en 1672

Además de irritar a los portugueses, Cooke también se enfrentaron con los mogoles y el Consejo de Surat. Los primeros se oponían fuertemente a los incentivos a los mercaderes nativos, temían sus intenciones manifiestas de fortalecer Bombay y consideraron una ofensa grave el apresamiento de uno de sus barcos. Los miembros del Consejo de Surate no toleraban el estilo rudo y ligero de sus cartas y estaban alarmados con los relatos de su comportamiento personal que les llegaban de Bombay. El 1 de enero de 1666 escribía a la Corte de Directores manifestando su desagrado y desconfianza en relación con el gobernador de Bombay ya sus «designios audaces», que no paraba de importar rudamente como pedidos de dinero para formar soldados, construir fuertes y insultaba cuando ellos se excusaban diplomáticamente.
A finales de 1666, la Corona inglesa decidió exonerar a Humphrey Cooke y nombró gobernador sir Gervase Lucas, que llegó a Bombay el 5 de noviembre de 1666. A pesar de llevar instrucciones para ofrecer el cargo de vicegobernador a Cooke, si le pareciera conveniente, dado el grave estado en que se encontraba la situación en Bombay, en su lugar mandó arrestar a Cooke bajo la acusación de haber extorsionado 12 000 rupias a los habitantes además de  la gestión criminal de los bienes de Abraham Shipman. A pesar de las protestas de Melo e Castro y de Ignacio Sarmento de Sampaio cuando Lucas llegó a Bombay, los ingleses ya habían tomado posesión definitiva de prácticamente todo el territorio que constituye actualmente Bombay, a excepción de las islas de Colaba, Colaba Pequeña, que continuaban en posesión de los portugueses.
El gobierno de Lucas fue efímero, pues murió el 21 de mayo de 1667. El gobierno del territorio fue entonces entregado al capitán Henry Gary, hasta entonces vicegobernador. En cuanto se enteró de ello, Cooke, que sin embargo había escapado y vivía en Goa bajo la protección de los jesuitas, reclamó el cargo de gobernador para sí, lo que fue asperamente negado por Gary. Instigado por los portugueses, que vieron en el un medio de hacerse con el Bombay Inglés, Cooke fue a Bandra, donde se prepararon para atacar a Mumbai con la ayuda de los jesuitas, a los que Lucas había confiscado una gran parte de la tierra del  Colegio Bandra. La situación llegó a parecer muy desfavorable para los ingleses, pues los jesuitas habían logrado el apoyo de la población nativa, pero Cooke acabó por desistir de sus intentos y huyó a Baaz donde murió poco después en un monasterio jesuita de Salsete.
Según el libro «Cuenta Nueva de la freidora de las Indias Orientales y Persia» , la isla de Bombay tenía 10 000 personas y generó unos ingresos de alrededor de 2800  libras cuando se hizo transferencia de la soberanía.
La isla de Salsete, actualmente un suburbio que forma parte del área metropolitana de Bombay  nunca fue entregada, aunque estaba reclamada por los ingleses. Solo se perdió para los portugueses en abril de 1737, cuando fue conquistado por los  marathas con apoyo de la población local. En 1774 fue tomada por los ingleses.

## Historiografía
El período histórico de la dominación colonial en las siete islas (1534-1665) y en el resto del territorio de la Provincia del Norte llamado el «Estado portugués de la India» (1534-1739) está muy poco estudiado. Durante la segunda mitad del siglo XIX J. Gerson da Cunha, de origen natural de Goa Mumbai, comenzó a recopilar información sobre el tema y publicó varios libros y artículos. Fue el autor del primer libro sobre la historia de la ciudad, «El origen de Bombay», publicado por la sección de Bombay de la «Real Sociedad Asiática». A mediados del siglo XX, Braz Fernandes, un  indiano oriental 
y  católico de Bombay, retomó el trabajo de Gerson da Cunha y llevó a cabo estudios más profundos, especialmente sobre la isla de Salsete y las ruinas en Baçaim (Vasai). Ya en el siglo XXI, destaca los trabajos del proyecto «Bombay antes de los británicos», Bombay Before the British, BBB, de la Universidad de Coímbra y la Universidad Nova de Lisboa y el inventario del «Patrimonio de la influencia portuguesa» de la Fundación Calouste Gulbenkian.